# Eddie Kaye Thomas
 (janvier 2024).
Si vous disposez d'ouvrages ou d'articles de référence ou si vous connaissez des sites web de qualité traitant du thème abordé ici, merci de compléter l'article en donnant les références utiles à sa vérifiabilité et en les liant à la section « Notes et références ».
Pour les articles homonymes, voir Kaye.
Eddie Kaye Thomas de son vrai nom Edward Kovelsky est né le 31 octobre 1980 à Staten Island, quartier de New York, est un acteur américain connu pour avoir tenu le rôle de Paul Finch dans American Pie et dans les séries Sexe et Dépendances et Scorpion.

## Biographie

### Jeunesse
Il passe son enfance à New York, dans le quartier de New Dorp, où il participe à des activités théâtrales extrascolaires. Il part ensuite en ville à 11 ans. Bien qu'il soit né et ait grandi dans une famille juive, il affirme ne pas être religieux.

### Carrière
Il commence sa carrière d'acteur en tant qu'acteur de théâtre à l'âge de sept ans apparaissant dans plusieurs pièces Off Broadway comme Four Baboons Adoring the Sun et Talking Pictures en 1992, en suite à Broadway en 1997 dans Le Journal d'Anne Frank aux côtés de Natalie Portman et refait du Off Broadway avec Smelling a Rat en 2002, Dog Sees God en 2005, The Submission en 2011, Golden Age en 2012 et en 2023 dans The Wanderers aux côtés de Katie Holmes et Sarah Cooper.
Il débute à l'écran pour la première fois à 14 ans en 1994 dans un épisode de On ne vit qu'une fois et l'épisode 9 de la saison 3 de Fais moi peur !. Il obtiendra son premier rôle dans le film Illtown en 1996 à 16 ans.
Il obtient un rôle dans Carrie 2 (The Rage: Carrie 2), puis dans American Pie à seulement 17 ans et obtiendra ensuite un rôle dans la série Brutally Normal (2000) et Sexe et Dépendances (2001-2002) diffusée sur la chaîne The WB.
En 2001, il joue dans Va te faire voir Freddy !, puis dans Harold et Kumar chassent le burger en 2003. Il fournit la voix de Barry Robinson dans la sitcom animée American Dad depuis 2005. Il a été engagé dans la série Pour le meilleur et le pire ('Til Death) diffusée de 2006 à 2010 pour les deux premières saisons car son personnage a été retiré de la série pour des raisons budgétaires en raison de la grève des scénaristes. Il obtiendra le rôle de David « Kappo » Kaplan dans How to Make It in America (2010-2011) sur HBO. Et reviendra en Paul Finch dans American Reunion en 2012.
Il tient le rôle de Toby Curtis dans la série américaine Scorpion série regroupant quatre génies : Walter, Silvester, Happy et Toby ayant les QI les plus importants de la planète et qui aident le département de la Sécurité intérieure à résoudre des affaires de 2014 jusqu'à 2018 et la même année après six ans d’absence au grand écran il joue dans la comédie romantique Alex & The List avec Patrick Fugit, Jennifer Morrison et Karen Gillan.
En 2020, il retrouve à nouveau ses co-stars d'American Pie qui sont Alyson Hannigan et Jason Biggs dans le sitcom Outmatched. En 2023, il joue le rôle récurrent d'Adam dans la saison 5 de la série La Fabuleuse Madame Maisel sur Amazon Prime. En 2024, il joue dans le film Junction écrit et réalisé par son ancien co-costar Bryan Greenberg de How To Make It In America et prêteras encore sa voix en tant que Barry dans American Dad. En 2025, il joue le rôle du docteur de Logan Miller dans le court-métrage Seeing Hearing Feeling de Devin Peluso.

## Filmographie

### Cinéma
- 1996 : Illtown: Flaco jeune
- 1997 : Mr. Jealousy de Noah Baumbach
- 1999 : Carrie 2 (The Rage: Carrie 2): Arnie
- 1999 : American Pie: Paul Finch
- 1999 : Black and White: Marty King
- 2000 : Drop Back Ten:  Gil
- 2000 : More Dogs Than Bones: Roy
- 2000 : Jeux pervers (Taboo): Adam
- 2001 : American Pie 2: Paul Finch
- 2001 : Va te faire voir Freddy !: Freddy
- 2002 : Stolen Summer: Patrick O'Malley
- 2002 : Sweet Friggin' Daisies: Damian
- 2003 : American Pie 3: Paul Finch
- 2003 : Une blonde en or (Winter Break): Peter Rothner
- 2004 : Harold et Kumar chassent le burger (Harold and Kumar Go to White Castle): Rosenberg
- 2005 : Farewell Bender :  Stan
- 2005 : Kettle of Fish: Sean
- 2005 : Neo Ned: Joey
- 2005 : Dirty Love: John
- 2006 : On the Road with Judas : Judas
- 2006 : Blind Dating: Larry/Lorenzo
- 2006 : Fifty Pills : Ralphie
- 2007 : Venus and Vegas: Alex
- 2008 : Une nuit à New York:  Jesus
- 2008 : Un amour de loup-garou (Nature of the Beast) : Rich
- 2008 : Harold et Kumar s'évadent de Guantanamo : Rosenberg
- 2011 : A Very Harold and Kumar 3D Christmas : Rosenberg
- 2012 : American Pie 4 (American Reunion): Paul Finch
- 2012 : Code Name - Géronimo : Christian
- 2018 : The List: Dave
- 2023 : Junction : Rodgers

### Télévision
- 1993 : Fais-moi peur ! (Are You Afraid of the Dark?) (saison 3, episode 9)
- 1996 : New York, police judiciaire (Law and Order) : Chad Marham  (saison 7, épisode 4); Ethan Vance  (saison 9, épisode 3)
- 1998 : Felicity : P.J. (saison 1, épisode 6)'
- 1999 : X-Files : Aux frontières du réel (épisode Requiem et épisode Espérance) : Gary (saison 7, épisode 22 et saison 8, épisode 14)
- 2000 : Brutally Normal : Russell Wise (saison 1)
- 2001 : Sexe et Dépendances : Mike Platt (saison 1 et saison 2)
- 2002 : La Treizième Dimension : Jonah (saison 1 épisode 28)
- 2003 : Miss Match : Scott (saison 1, épisode 4)
- 2003 : Wonderfalls : Fat Pat (saison 1, épisode 7)
- 2003 : The New Tom Green Show : lui-même
- 2004 : Les Experts : Seth Landers (Saison 4 épisode 22)
- 2005 : American Dad! : Barry
- 2006 : Pour le meilleur et le pire (Teal death) : Jeff Woodcock (saison 1 et saison 2)
- 2007 : Thank God You're Here (saison 1, episode 7)
- 2009 : Forgotten : (L'erreur ) : Brice Walden (saison 1, épisode 14)
- 2010 : How to Make It in America : David « Kappo » Kaplan
- 2014 - 2018 : Scorpion : Tobias "Toby" Curtis
- 2019 : This is us: Gavin (saison 3, épisode 16)
- 2020 : New York, unité spéciale (saison 21, épisode 19) : Luke Mitchell
- 2023 :  La fabuleuse Madame Maisel  (saison 5)  : Adam

### Clip Video
- 1999 : Flowing de 311
- 2014 : Dear River de Krina Grannis

## Voix françaises
| - Julien Sibre dans : - American Pie - Sac d'embrouilles - American Pie 2 - American Pie : Marions-les ! - Harold et Kumar chassent le burger - Harold et Kumar s'évadent de Guantanamo - American Pie 4 - Souviens-toi ou tu périras - La Fabuleuse Madame Maisel (série télévisée) - Vincent Barazzoni, dans : (les séries télévisées) - Sexe et Dépendances - How to Make It in America | - Emmanuel Curtil dans : - Blind Dating (version VOD - doublage tardif effectué en 2017) - Scorpion (série télévisée) et aussi - Stéphane Ronchewski dans La Treizième Dimension (série télévisée) - Pierre Tessier dans Jeux pervers - Alessandro Bevilacqua dans Dirty Love - Emmanuel Garijo dans Pour le meilleur et le pire (série télévisée) - Charles Pestel dans Un amour de loup-garou (téléfilm) - Xavier Béja dans Forgotten (série télévisée) - Charles Uguen dans This Is Us (série télévisée) |